# I Heard a Voice
I Heard a Voice (sottotitolato Live from Long Beach Arena) è il primo DVD live del gruppo musicale rock AFI. Il disco è stato pubblicato nel dicembre 2006 ed è stato registrato la Long Beach Arena di Long Beach (California). Una versione CD è uscita nel novembre 2007.

## Tracce
1. Prelude 12/21 – 2:04
2. Girl's Not Grey – 3:12
3. The Leaving Song Pt. II – 4:20
4. Summer Shudder – 3:16
5. Kill Caustic – 2:50
6. The Days of the Phoenix – 4:04
7. Endlessly, She Said – 4:34
8. A Single Second – 2:45
9. The Missing Frame – 4:40
10. Bleed Black – 4:28
11. Silver and Cold – 5:12
12. Dancing Through Sunday – 2:34
13. This Time Imperfect – 4:33
14. Death of Seasons – 5:14
15. Totalimmortal – 4:31
16. Love Like Winter – 3:10
17. God Called In Sick Today – 4:50
18. Miss Murder – 3:38